# دانشکده پزشکی جسنیوس
دانشکده پزشکی جسنیوس (به لاتین: Jessenius Faculty of Medicine) یک دانشگاه دولتی در اسلواکی است که در مارتین، اسلواکی واقع شده‌است.